# هان ژنگ
هان ژنگ (انگلیسی: Han Zheng) سیاست‌مدار اهل چین است که از سال ۲۰۲۳ به عنوان معاون رئیس‌جمهور جمهوری خلق چین در حال خدمت است. او قبلاً بین سال‌های ۲۰۱۸ تا ۲۰۲۳ به عنوان معاون اول نخست‌وزیر چین و بین سال‌های ۲۰۱۷ تا ۲۰۲۲ به عنوان هفتمین عضو کمیته دائمی پلیتبوروی حزب کمونیست چین خدمت کرد.
بین سال‌های ۲۰۰۳ و ۲۰۱۲ هان به عنوان معاون دبیر کمیته حزب کمونیست چین و شهردار شانگهای فعالیت داشت و در نوامبر ۲۰۱۲ به سمت دبیر کمیته کمونیست شانگهای که بالاترین پست سیاسی شهر محسوب می‌شود، ارتقا یافت و همچنین یک کرسی در دفتر سیاسی پلیتبوروی حزب کمونیست به دست آورد. در اکتبر ۲۰۱۷، او به عضویت نوزدهمین کمیته دائمی دفتر سیاسی حزب کمونیست، بالاترین نهاد تصمیم‌گیری در چین، و در مارس ۲۰۱۸ به مقام اول معاون نخست‌وزیر چین رسید. در طول این مسئولیت، او به عنوان رهبر ارشد حزب در رابطه با امور هنگ‌کنگ و ماکائو، رهبری واکنش دولت به اعتراضات ۲۰۱۹–۲۰۲۰ هنگ کنگ و تغییرات انتخاباتی هنگ‌کنگ در سال ۲۰۲۱ را بر عهده داشت.
هان پس از برگزاری بیستمین کنگره ملی حزب کمونیست در اکتبر ۲۰۲۲ از کمیته دائمی دفتر سیاسی و کمیته مرکزی بازنشسته شد. در مراسم کنگره ملی خلق در مارس ۲۰۲۳، هان به عنوان معاون رئیس‌جمهور جمهوری خلق چین و معاون چهاردهمین کنگره ملی انتخاب شد. او به عنوان نماینده ویژه رئیس‌جمهور شی جین پینگ در رویدادهایی مانند تاج‌گذاری چارلز سوم و کامیلا در سال ۲۰۲۳ و دومین مراسم تحلیف دونالد ترامپ در سال ۲۰۲۵ حضور داشته است.